# Tomaspis proserpina
Tomaspis proserpina är en insektsart som beskrevs av William Lucas Distant 1909. Tomaspis proserpina ingår i släktet Tomaspis och familjen spottstritar. Inga underarter finns listade i Catalogue of Life.